# Distrito de Perg
El Distrito de Perg (en alemán Bezirk Perg) es un Distrito administrativo en el Estado de
Alta Austria, en Austria.

## Municipios

### Localidades con población (año 2018)
- Allerheiligen im Mühlkreis 1261
- Arbing 1446
- Bad Kreuzen 2266
- Baumgartenberg 1734
- Dimbach 1013
- Grein 2926
- Katsdorf 3086
- Klam 918
- Langenstein 2534
- Luftenberg an der Donau 4057
- Mauthausen 4936
- Mitterkirchen im Machland 1718
- Münzbach 1814
- Naarn im Machlande 3690
- Pabneukirchen 1706
- Perg 8388
- Rechberg 996
- Ried in der Riedmark 4210
- Sankt Georgen am Walde 2006
- Sankt Georgen an der Gusen 4119
- Sankt Nikola an der Donau 798
- Sankt Thomas am Blasenstein 927
- Saxen 1820
- Schwertberg 5365
- Waldhausen im Strudengau 2870
- Windhaag bei Perg 1508

Las ciudades (Städte) se indican en negrita; las poblaciones con mercado (Marktgemeinden) en cursiva; las entidades menores, aldeas y otras subdivisiones de un municipio se indican con caracteres de menor tamaño.
- Allerheiligen im Mühlkreis
- Arbing
- Bad Kreuzen
- Baumgartenberg
- Dimbach
- Grein
- Katsdorf
- Klam
- Langenstein
- Luftenberg an der Donau
- Mauthausen
- Mitterkirchen im Machland
- Münzbach
- Naarn im Machlande
- Pabneukirchen
- Perg
- Rechberg
- Ried in der Riedmark
- Sankt Georgen am Walde
- Sankt Georgen an der Gusen
- Sankt Nikola an der Donau
- Sankt Thomas am Blasenstein
- Saxen
- Schwertberg
- Waldhausen im Strudengau
- Windhaag bei Perg